# Microstylum nigrinum
Microstylum nigrinum là một loài ruồi trong họ Asilidae. Microstylum nigrinum được Enderlein miêu tả năm 1914.